# Salzburgring

Mapa de Salzburgring.

Salzburgring es un autódromo de 4.225 metros de extensión, inaugurado en 1968 y situado cerca de la ciudad de Salzburgo, Austria. El circuito recibió a varias categorías de automovilismo de velocidad y motociclismo de velocidad de Alemania, entre ellas el Deutsche Rennsport Meisterschaft, el Deutsche Tourenwagen Meisterschaft, el Campeonato Alemán de Superturismos y el ADAC Procar, así como campeonatos internacionales: el Gran Premio de Austria de Motociclismo del Campeonato Mundial de Motociclismo, el Campeonato Mundial de Superbikes, la Fórmula 2 y el Campeonato Mundial de Resistencia. En cambio, Salzburgring jamás sustituyó a Österreichring como sede del Gran Premio de Austria de Fórmula 1.

## Historia
La pista se abrió por primera vez en 1968. Situada en un valle estrecho, alpino, que tiene un diseño bastante simple, con dos largas rectas, más el radical y rápido "Fahrerlagerkurve" ("A su vez paddock") en la parte inferior, y el estrecho "Nockstein Kehre-" en la parte superior. A pesar de su diseño simple, se ganó una reputación temible para las altas velocidades alcanzadas en las rectas y el "Fahrerlagerkurve".